# چندضلعی محدب

پنج‌گوش منتظم (همگون) نمونه‌ای از چندگوش کوش است. هر گوشه‌ی درونی پنج‌گوش منتظم (همگون) برابر °۱۰۸ است.

در هندسه چندضلعی محدب (انگلیسی: Convex polygon) یا  چند‌گوش کوژ گونه‌ای چند‌گوش است که مرز یک مجموعه‌ی کوژ به شمار می‌رود. در هندسه یک چند‌گوشِ ساده می‌تواند کوژ (محدب) یا کاو (مقعر) باشد. در کوژ همه‌ی گوشه‌های درونی کمتر از ۱۸۰º است (سه‌گوش و…). اگر دیسی دست‌کم یکی از گوشه‌های درونی‌اش از ۱۸۰º بزرگ‌تر باشد، دیس (شکل) کاو یا مقعر نامیده می‌شود.

## تعریف
چند‌گوش کوژ یک چند‌گوش ساده‌است که پهنه (سطح) آن یک مجموعه‌ی کوژ را می‌سازد، به گویش دیگر، باید بتوان از هر دو نقطه درون چند‌گوش (کوژ) خطی میان آن دو نقطه کشید به گونه‌ای که همه‌ی آن پاره‌خط درون چند‌گوش باشد.

مجموعه‌ی کوژ

مجموعه‌ی ناکوژ (غیر کوژ)

## ویژگی‌ها
- خط پیوند‌دهنده‌ی میان هر دو نقطه‌ی دلخواه درون یا روی چند‌گوش، به‌درستی درون یا روی چند‌گوش جا گرفته باشد.
- اگر یکی از بَر‌ها را ادامه دهیم دیس (شکل) را برش نمی‌دهد.

## دیسول (فرمول)جمعگوشه‌هایدرونی چند‌گوش
برای برآورد جمع گوشه‌های درونی چند‌گوش آن را سه‌گوش‌بندی می‌کنیم. از یک سر آن به دیگر سر‌ها پیوند داده و شمار سه‌گوش‌های به دست آمده را در ۱۸۰º ضرب می‌کنیم. به گویش دیگر داریم: {\displaystyle (n-2)\times 180}

جمع گوشه‌های درونی و فرایند سه‌گوش‌بندی که در پویانمایی کوتاه نمایش داده شده‌است.

اندازه‌ی هر گوشه و جمع گوشه‌های درونی یک n‌گوشِ منتظم (همگون) و چگونگی نمایش اندازه‌ی آن.

همچنین برای به دست آوردن اندازه‌ی هر گوشه‌ی درونی یک چند‌گوش منتظم (همگون) بایستی این مجموع را به شمار بَر‌ها بخش (تقسیم) کنیم:{\displaystyle {\frac {(n-2)\times 180}{n}}}
| جمع گوشه‌های درونی                | شمار بَر‌ها |
| -------------------------------- | --------- |
| ۱۸۰                              | ۳         |
| {\displaystyle 2\times 180}      | ۴         |
| {\displaystyle 3\times 180}      | ۵         |
| {\displaystyle 4\times 180}      | ۶         |
| {\displaystyle 5\times 180}      | ۷         |
|                                  | ...       |
| {\displaystyle (n-2))\times 180} | n         |